# Diana Dobbelman
 (février 2019).
Si vous disposez d'ouvrages ou d'articles de référence ou si vous connaissez des sites web de qualité traitant du thème abordé ici, merci de compléter l'article en donnant les références utiles à sa vérifiabilité et en les liant à la section « Notes et références ».
Diana Dobbelman, née le 16 mars 1939 à Berg en Dal,, est une actrice néerlandaise.

## Filmographie

### Cinéma
- 1974 : Dakota (nl) : Helen
- 1977 : Blindgangers (nl) : La docteur
- 1978 : Pastorale 1943 (nl) : Lerares
- 1982 : De stilte rond Christine M. : La femme du psychiatre
- 1982 : Knokken voor twee : La mère de Freddie
- 1983 : De mannetjesmaker (nl) : Hanna Cuypers
- 1984 : Uindii : Renée
- 2006 : Zwartboek : Mme Smaal
- 2008 : Elevador : Vera
- 2009 : De storm (nl) : La vieille femme dans le grenier
- 2012 : Roest : Teuni
- 2013 : Bobby en de geestenjagers (nl) : Martha
- 2015 : De Ontsnapping (nl) : La mère de Groot
- 2016 : Tot de dood ons scheid  : Maris
- 2017 : KOUD : Hannie

### Téléfilms
- 1964 : De Roof van de gordel : Anthea
- 1966 : Tim Tatoe : Huh Onnie Ponnie
- 1968 : Ja zuster, nee zuster (nl) : La secrétaire
- 1969 : Floris : Gravin Ada
- 1970 : De kleine zielen (nl) : Adeletje
- 1974 : Martha : Leonie
- 1975 : Klaverweide (nl) : Greet Kuipers
- 1977 : Standrecht (nl) : Trudy
- 1977 : Ieder zijn deel (nl) : Annemarie
- 1977 : Uit de wereld van Guy de Maupassant : Iris
- 1977 : De kris Pusaka : La bibliothécaire
- 1978 : Het is weer zo laat! (nl) : Thea Fens
- 1980 : De zesde klas : La mère de Jannie
- 1981 : De Lemmings : Ansje
- 1981-1982 : De Fabriek (nl) : Jannie Postma
- 1983 : Sanne (série télévisée) : Marthe Arends
- 1983 : Mensen zoals jij en ik (nl) : Mme Wiegman
- 1985 : Kun je me zeggen waar ik woon? : La sœur du chef
- 1985 : 'n Moordstuk : Annelies
- 1985 : De Poppenkraam (nl) : La dame
- 1986 : Er is er een jarig (nl) : Jacqueline
- 1986-1987 : Dossier Verhulst (nl) : Mme Vermeulen
- 1987 : Goeie Buren (téléfilm) : Marga de Wit
- 1988 : Drie is teveel (nl) : Mary 's Gravesande
- 1990 : De brug (nl) : Mme Thijssen
- 1991 : De zomer van '45 (nl) : La mère deBayens
- 1991 : Suite 215 : Corrie
- 1992 : Medisch Centrum West (nl) : Thea Jacobs
- 1993 : Coverstory (nl) : Jetta de Rooy
- 1995 : Kink in de kabel (nl) : Hedda Bosman
- 1995-2004 : Baantjer : Deux rôles (Ria Piers et Rietje)
- 1996 : In naam der koningin (nl) : Mme Van Heemstra
- 1995-1996 : Toen was geluk heel gewoon (nl) : Rinie Hooft
- 1994-1997 : 12 steden, 13 ongelukken (nl) : Joke, la mère de Ooyen
- 1998 : De club (nl) : Alice
- 2000 : Ernstige delicten (nl) : Mme Groenink
- 2002 : Echt waar (nl) : La mère
- 2004-2005 : Het glazen huis (nl) : La secrétaire de direction
- 2001-2002 : Goede tijden, slechte tijden : Hennie Harmsen-Bolmans
- 2006 : Grijpstra & de Gier (nl) : Mme Mutsaars
- 2007-2018 : Flikken Maastricht : Mme De Jong-Steemans
- 2008-2009 : Spangas : Esther Kleerkoper
- 2013 : Malaika (nl) : Mme de Vries
- 2018 : Hardt : La vieille dame
- 2018 : Zwaar Verliefd! (nl) : Mme van Geneugten